# Три Долини
Зона катання «Три Долини» (Trois Vallees) — це двісті підйомників, безліч снігових гармат, 600 км підготовлених трас і гектари незайманої цілини. Кожен курорт «Трьох Долин» володіє своєю «родзинкою». У Куршевелі — найвишуканіший apres ski, Ле-Менюїр і Валь-Торанс вважаються спортивною частиною. У Ла-Танья — економічне проживання (але мало розваг), а Мерібель підкуповує зручним доступом до всіх гірськолижних багатств району.
Зона катання «Три долини» об'єднує долину Лез Аллю (Allues) з гірськолижними курортами Брид-ле-Бен і Мерібель, долину Сен-Бон (Saint-Bon) з курортами Куршевель і Ла-Танья, долину Бельвіль (Belleville) з Сен-Мартен, Ле-Менюїр і Валь-Торанс.
Дістатися в «Три долини» можна літаком через аеропорти Женеви, Ліона, Шамбері і Гренобля.

## Траси «Трьох долин»
Курорт Мерібель можна поділити на 2 частини: центральний Мерібель, розташований на висоті 1450 метрів і Мерібель-Моттаре — на висоті 1700 метрів. Всесвітню популярність курорт придбав завдяки Олімпійським іграм 1992 року, а для туристів тут обладнані 75 трас і 58 підйомників.
Курорт Куршевель має в собі 5 сіл, розташованих на різних висотах — це Сен-Бон, Ле-праз (Куршевель 1300), Куршевель 1550, Моріонд (Куршевель 1650) і Куршевель 1850. А любителів гірськолижного спорту тут порадують 150 км гірськолижних трас, обслуговує 62 підйомниками. Для новачків тут обладнані 27 зелених і 44 синіх траси, а для «загартованих» лижників — 38 червоних і 10 чорних трас. На схилах Куршевель розташовано 10 ресторанів, а в лісі прокладено 66 км трас для бігових лиж.
Курорт Ла-Танья, розташований на півдорозі між Куршевель і Мерібель, лежить в самому серці «Трьох долин» на висоті 1400 метрів над рівнем моря. На курорті Брид-ле-Бен обладнані 77 км лижних трас і 58 підйомників.
Курорт Ле-Менюїр, розташований на висоті 1850 метрів, і Сен-Мартен, розташований на висоті 1450 метрів, об'єднані в одну зону катання і пропонують туристам 160 км підготовлених трас, обладнаних 33 підйомниками. Курорт Валь-Торанс знаходиться на висоті 2300 метрів над рівнем моря і має 10 зелених, 27 синіми, 26 червоними й 7 чорними трасами й обладнаний 29 підйомників.

## Розваги, екскурсії та пам'ятки
У Брид-ле-Бен розташований комплекс Grand Spa des Alpes, а сам курорт вважається першим курортом з мінеральними водами, що спеціалізується в лікуванні надлишкової ваги.
За 10 хвилин їзди від Брид-ле-Бен розташована комуна Сален-Ле-Терм, який придбав славу завдяки цілющим властивостям солоної води, що застосовується при лікуванні ревматизму і шкірних захворювань. У комуні розташований оздоровчий центр з термальними джерелами Thermes de Salins les Bains.
З висоти 3200 метрів, на яку веде канатна дорога Cime Caron, відкривається приголомшливий вид на Монблан.
З навколишніх пам'яток інтерес представляє Національний парк Вануаз (Vanoise), розташований на південь від гірського масиву Монблан і заснований в 1963 році. Вануаз є першим національним парком Франції й відомий завдяки популяції диких альпійських гірських козлів — ібексов. Крім того, в парку мешкають сарни, альпійські бабаки, рисі, зайці-біляки, горностаї, бородані, беркути й тетерева-тетеруки. Вануаз межує з італійським національним парком Гран-Парадізо, а обидва вони становлять найбільший охороняється масив Західної Європи.
У Мутьє примітний кафедральний собор Сен-П'єр-де-Мутьє, що був раніше резиденцією архієпископства Тарантез, розформованого в 1801 р. Імовірно собор будувався у 2 етапи: східна частина собору споруджена близько 1020 р., західна частина і неф — близько 1050 р. Пізніше собор неодноразово відновлювали. Крім того, в Мутьє зберігся невеликий історичний центр з вузькими вуличками.